# دریاچه ردوبری (ساسکاچوان)
دریاچه ردوبری (به انگلیسی: Redberry Lake) یک دریاچه در کانادا است که در ساسکاچوان واقع شده‌است.